# Fraxinus bungeana
Fraxinus bungeana — вид квіткових рослин з родини маслинових (Oleaceae).

## Опис
Це дерево чи кущ 2–5 метрів заввишки. Гілочки запушені, іноді густо, поступово стають майже голими. Листки 5–15 см; ніжка 1.5–4.5 см; листочків 5–7, листочкова ніжка 0.2–1.5 см, запушена, листочкова пластинка широко-яйцеподібної, від ромбоподібної до яйцеподібної, широко-ланцетної чи еліптичної форми, 2–5 × 1.5–3 см, гола, край глибоко зазубрений або надрізаний, верхівка хвостата. Волоті кінцеві або бічні, 5–9 см, рідко або іноді густо запушені. Квітки полігамні, з'являються після листя. Тичинкові квітки: чашечка чашеподібна, 0.5 мм, зубчики неправильні, дрібні; віночок від білого до жовтуватого, частки лінійні, 4–6 мм. Квітки двостатеві: зубці чашечки шилоподібні, більші; частки віночка 6–8 мм. Самара лопатоподібно-довгаста, 20–30 × 3–5 мм. Квітує у травні, плодить у серпні й вересні. 2n = 46.

## Поширення
Ендемік Китаю (Шаньсі, Шаньдун, Ляонін, Хенань, Хебей, Аньхой).
Росте на сухих піщаних ґрунтах і в ущелинах скель; на висотах від 0 до 1500 метрів. 

## Використання
Кора використовується в лікувальних цілях.